# سی‌کت
سی‌کت (به انگلیسی: SeHCAT) یک ترکیب شیمیایی با شناسه پاب‌کم ۱۲۳۸۲۹ است.